# 金髮美女

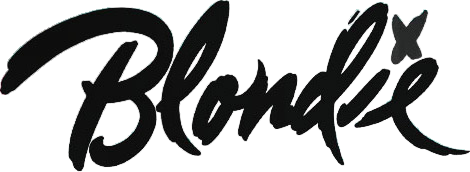
金髮美女的標誌

金髮美女（英語：Blondie），該樂團是活躍於1970年代後期著名美國龐克搖滾樂團，曲風狂野奔放，如李察·基爾成名電影《美國舞男》的主題曲〈打電話給我〉、以及〈玻璃心〉都締造流行音樂排行榜白金唱片佳績；可惜女主唱黛比·哈利的伴侶也是樂團主要團員克里斯·史坦，因罹患自體免疫系統皮膚病-尋常型天皰瘡，哈利為了照顧伴侶，樂團於1982年發行第六張錄音室專輯《The Hunter》後解散。
樂團演唱多元化曲風，除了〈玻璃心〉和〈打電話給我〉，還有許多風靡一時歌曲如〈著迷〉和〈高潮來臨〉，歌曲融合了迪斯可、流行音樂、雷鬼音樂和早期說唱音樂元素的多種音樂風格而聞名。在全球歌迷多方邀請，還是在1997年復出，黛比·哈利金髮已經改成紅髮，代表歌是風格更趨成熟、且音域忽低忽高精彩唱腔之花式搖滾，1999年歌曲〈瑪麗亞〉，繼〈玻璃心〉20年後再次得到英國單曲榜冠軍。
樂團在接下來的幾年中都在全球巡迴演出，並於2006年入選搖滾名人堂。金髮美女樂團已在全球銷售4000萬張唱片，並且仍然活躍。樂團的第十張錄音室專輯《Ghosts of Download》於2014年發行，其第11張錄音室專輯《Pollinator》於2017年5月5日發行。

## 作品

### 专辑
- Blondie (1976)
- Plastic Letters (1977)
- Parallel Lines (1978)
- Eat to the Beat (1979)
- Autoamerican (1980)
- The Hunter (1982)
- No Exit (1999)
- The Curse of Blondie (2003)
- Panic of Girls (2011)
- Ghosts of Download (2014)
- Pollinator (2017)